# Juan Nepomuceno Jordán de Urríes y Salcedo
Juan Nepomuceno Jordán de Urríes y Salcedo (Barcelona, 1825-Zaragoza, 1863) fue un político y cortesano español, quinto marqués de Ayerbe, diputado y senador durante el reinado de Isabel II.

## Biografía
Nació el 2 de abril de 1825 en Barcelona. Quinto marqués de Ayerbe, fue grande de España de segunda clase, marqués de Lierta y de Rubí, conde de San Clemente, caballero del hábito de Calatrava, teniente hermano mayor de la Real Maestranza de Caballería de Zaragoza y gran cruz de Carlos III. También fue gentilhombre de cámara con ejercicio y servidumbre del monarca.
Como político ocupó en tres ocasiones escaño de diputado a Cortes por Zaragoza, además de llegar a ser nombrado senador del reino por derecho propio. Fallecido el 17 de abril de 1863 en Zaragoza, estaba casado con Juana María de la Encarnación Ruiz de Arana y Saavedra, hija del senador vitalicio José Ruiz de Arana Álvarez y López de Córdoba. Fue padre de Juan Jordán de Urríes, que heredó el marquesado de Ayerbe.